# スマガ
『スマガ』はニトロプラスから発売されたコンピュータゲーム（アダルトゲーム）。

## 概要
｢人生リベンジアドベンチャー｣と銘打たれている通り、主人公が何度も生き返りながらハッピーエンドを目指すというスタイルのADVであるが、単なるループゲームではなく、生き返って繰り返される場面も、各攻略キャラクターのストーリーもすべてが繋がって、最終的に一つのハッピーエンドを目指すという点で、全体として一つのストーリーであると見ることができる構成になっている。
ヴォーカル曲に大槻ケンヂやAV女優のRioなど、幅広いアーティストが参加していることでも知られる。
タイトルの『スマガ』とは、STAR MINE GIRL（スターマインガール）の略である。また、各エンドのサブタイトルも全て頭文字がSMGとなるようになっている。ちなみにメインヒロイン３人の名前もそれぞれS、M、Gで始まる。
角川書店の雑誌「コンプティーク」において貴島煉瓦による漫画版も連載された。また、続編『スマガスペシャル』が発売されている。

## 歴史
- 2008年7月25日 - WEBラジオ 『SMGTV -白石稔の元気になるテレビ-』音泉にて配信開始
- 2008年8月29日 - CD『STAR MINE GIG』スマガ ミニアルバム 発売
- 2008年9月26日 - 初回版、特別限定版 発売
- 2008年10月13日 - 発売記念ライブイベント『STAR★MINE★GIG -REAL-』開催
- 2008年10月18日 - 小説版 ガガガ文庫『スマガ 1』著者 : 大樹連司（ISBN 4-09-451096-6）発売
- 2008年11月7日 - CD『Sumaga Music Galaxy スマガ オリジナル サウンドトラック｣』発売
- 2008年11月18日 - 小説版 ガガガ文庫『スマガ 2』著者 : 大樹連司（ISBN 4-09-451100-8）発売
- 2008年11月28日 - ラジオCD『SMGTV -白石稔の元気になるテレビ-』発売
- 2009年5月1日 - 小説版 なごみ文庫『ニトロプラス劇場　SMG-凄く真面目な外伝-』著者 ： 野山風一郎（ISBN 4-434-13043-9）発売
- 2009年6月1日 - 小説版 ハーヴェストノベルズ『ニトロプラス劇場 スマガ-AdultChannel-』著者 ： 佐々宮ちるだ（ISBN 4-434-13145-1）発売
- 2009年6月26日 - ゲーム「スマガスペシャル」発売

## あらすじ
ある日、主人公は気がつくと空から落下していた。
記憶を失っているらしく何もわからないまま落下し続ける主人公の前に現れたのは箒に跨って空を飛ぶ三人の美少女達。しかし謎の巨大な敵と戦っている最中だった彼女達の助けは間に合わず、あえなく地面に激突して死亡してしまう主人公。
主人公がたどり着いた天国には巨大なテレビが。そしてそのテレビに映し出されたのは自称神様の幼女。
結果、神様から人生をリベンジ（やり直し）する能力を得た主人公は、何度死んでもやり直して真のハッピーエンドを目指す。

## 登場キャラクター
うんこマン（仮）
声：銀巽
主人公。身長172cm。体重58kg。
ある日気がつくと、空から落下中だった記憶喪失の少年。記憶喪失のため自分の名前が分からず、ルートによって「オザキ キヨヒコ」(元ネタは尾崎紀世彦から）「ユーマ」「ヒデオ」といろんないろんな名前がつけられる。なお、うんこマンは神様からの呼称。神様との交渉で手に入れた｢人生リベンジ能力｣でハッピーエンドを目指す。アリデッドの家に住み込んで、エトワール達とは伊都夏大学園のクラスメイトとして通学することになる。
スマガスペシャルでも、うんこマン（仮）でクレジットされているが、使用された名前は「カケル」のみ。
スピカ
声：手塚まき
孤高の天才魔女（エトワール）。8月8日生まれ。身長158cm。体重47kg。血液型はAB型。スリーサイズはB：84（Dカップ）・W：59・H：86。
三大財閥の一つ「葛西野財閥」のお嬢様でつっけんどんな性格のためクラスでは浮いてしまっているがエトワールの仲間はとても大切にしている。お金持ちであるために、コンビニのサンドイッチと執事手製サンドイッチの区別が付かなかったり、自家用リムジン(メルセデスベンツ・マイバッハ）を「普通のクルマ」と言うなど、少し世間知らずな面もある。父親は葛西野鉄鋼の次期社長だが、天蓋出現時に市外にいたため家におらず、まだ子供だったため顔も覚えていない。
幽霊や怪談といった類のものが大の苦手。箒には立ってでしか乗れない。悪魔と戦う際の役割は細かい動きを生かしたかく乱。リネアの色は赤。遅刻の常習犯でそう言った意味でも生徒会に目を付けられている。
ミラ
声：守田羽糸
元気溌剌とした性格の魔女特攻隊長。1月1日生まれ。身長142cm。体重35kg。血液型はO型。スリーサイズはB：68（Aカップ）・W：52・H：69。
曲がったことが大嫌いな正義の味方。他人のもみあげの臭いをかいで感情を読み取る能力を持つ。思ったことが口に出るタイプであり、その言動がまっすぐすぎてクラスメイト達とぶつかってしまうこともあるが実は魔女の中では一番良い子であり大人な考え方の持ち主。祖父である襟在二郎と同居している。箒で飛ぶときも軌道が直線になる。リネアの色は黄。自宅はかなり巨大かつ奇抜なデザイン(高さが隣家の二倍～三倍、幅も二倍ほど）で、何かの顔をかたどったもの。
私服では白いワンピを着ている、うさぎが好き。
ガーネット
声：杏子御津
けなげな魔女のまとめ役。9月21日生まれ。身長163cm。体重52kg。血液型はA型。スリーサイズはB：99（Hカップ）・W：63・H：86。
優等生タイプで優しい性格のため、クラスでは委員長を押しつけられている。内気でストレスを内にためてしまうタイプ。家が貧乏で、食べ物を残すことは許さないだけでなく、バーゲンやおごるという言葉に弱い。悪魔と戦う際の役割は遠方からのスナイパーで、リネアを出す際には祈りの言葉を唱える。リネアの色は青。本名は吐美咲。
アリデッド
声：一色ヒカル
魔女達を統括するカルデアの指令で、スピカ達のクラス担任。担当科目は社会科。身長168cm。体重54kg。スリーサイズはB：90（Eカップ）・W：62・H：88。
乱暴な言動が目立ち、部屋はいつも乱雑。また、寝起きが悪く、寝る前に見ていた映画に影響されて突拍子もない行動を取ることが多い。酒好き。喫煙者。車の運転が絶望的に下手で、必ず爆発炎上事故を起こしている。実は黒槌と呼ばれた初代魔女で、ある事情で悪魔と戦えなくなったために現在は引退している。リネアの色は黒。
宮本武（みやもと たけし）
声：いちごみるく
主人公のクラスメイトで、自称「パイオツニア」（重度のおっぱい好き）。生徒会役員。 主人公の親友を自称し、義兄弟（ブラジャー）と呼ぶ。見ただけで女性の胸のカップを当てることができる。バカだがその友情は本物であり、主人公のことを気にかけて相談に乗るなど根はいい奴。沖に心酔しており、彼女の前では別人のようになる。
沖姫々（おき きき）
声：上和田美都
主人公達が通う伊都夏大学園の生徒会長にして、街を守る自衛軍(モデルは自衛隊か）の指揮者。身長155cm。体重47kg。スリーサイズはB：74（AAAカップ）・W：57・H：80。
堅い理想と信念を持ち、その絶大なカリスマ性で学園と軍を統率する。相手を「おぬし」と呼ぶなどかなり古風な話し方をする。貧乳であることをかなり気にしており、「貧乳」、「無乳」と言われるとかなり怒るため、学内では禁句とされる。カルデアとは現在対抗関係にあり、エトワール達とも仲はよくない。また、新聞部の活動も認めておらず、あくまでも漫画研究部として扱い、対立している。優れた軍人であった父親がいたが、悪魔の襲撃で命を失っている。カタカナ言葉が苦手。かなり真面目な性格で、校内を彗で飛び回るスピカを追いかける際も校則を遵守するため早歩きで追いかけた(結果追いつけなかった）。
日下部雨火（くさかべ あまほ）
声：榊原ゆい
新聞部部長。身長143cm。体重42kg。スリーサイズはB：85（Gカップ）・W：54・H：76。
新聞部部長ではあるが、新聞部は正式な認可を受けておらず、非公式な活動に甘んじている。しかし、その飽くなき真実への追究心と忍者を思わせる取材能力、そして統率力を持って、発行する伊都夏校内新聞は伊都夏日報を抜き伊都夏一の購読率を誇るとも言われる。情報収集能力は高く、きわめて有能であるが、激しい妄想癖を持ち、他人の何気ない発言をいかがわしく曲解しては暴走して鬼太郎顔になる。武器は消火器。謎の着ぐるみを着て取材活動を行っていることが多い。トラップの技術は並外れている。
樋ヶ結花（ひのけ ゆか）
声：美月
主人公達のクラスメート。エトワール達とは何かとぶつかっていて、いつもつんけんしているようだが、いざとなるとクラスをまとめるだけの統率力も持つ。宮本の幼なじみでずっと恋心を抱いている。当の宮本には全く気付いてもらえないが、周りには完全に気付かれている。新聞部に在籍している。
神様（幼女）
声：河合春華
死んで天国にたどり着いた主人公の前にそびえる巨大な神様TVの中に現れる神様。園児の格好をしており、黄色の通園帽を被っている。言動も園児そのものだが、神様だけあって言っている内容はどこか達観している。よく鼻をほじっており、指先はべとついている。オリジナルの本名はユミ。
神様（眉毛犬）
声：井伊由田那
神様の一人で、眉毛を書かれた犬の姿をしている。オリジナルはユミのペットのかーくん。ユミがかーくんを描いた絵が雨火の着ぐるみの原型となった。
川嶋有里（かわしま あり）
声：一色ヒカル
主人公が天国にいるときたまに姿を現す謎の少女。いつもおどおどしており、何かあきらめたようなムードが漂っている。
佐草陽水（さくさ あきみ）
声：舞幸運
伊都夏大学園教師で生徒会の顧問。突如として主人公の前に現れては、謎めいた言葉を残していく。いつもギターを背負っているが、弾くことはできない。左手はいつも手袋に隠されており、その下に隠されているものは誰も知らない謎である。
襟在一郎（きんざい いちろう）
声：波動拳
スピカの家の執事。完璧な執事ぶりで、スピカに近づく男は排除する。スピカ以外の人間を虫ケラと思っている。二郎の双子の兄。怪談が趣味で、スピカにトラウマを植えつけた張本人。トラップに精通しており、日下部の罠をいとも容易く破る事が出来る。
襟在二郎（きんざい じろう）
声：波動拳
自称「正義のマッドサイエンティスト」。奇妙な服装をし、奇妙な発明ばかりしている。言動も奇妙だがミラとの相性は良く、ミラへの愛情も人一倍である。ミラの祖父であり、一緒に住んでいる。一郎の双子の弟。
綿矢真（わたや しん）
声：銀巽
川嶋有里が想いを寄せる天文部の部長。スマガＡＫの主人公。

## 世界観
「天蓋」と呼ばれる非物理的な壁によって外界から隔絶された伊都夏市。
伊都夏市は、天蓋をくぐり抜けて襲来する悪魔（ゾディアック）と呼ばれる一種の怪獣の空襲（メテオライト）にさらされている。対悪魔用の防衛組織であるカルデアに属し、実質的に唯一悪魔に対抗し得る力を持つ魔女（エトワール）達がゾディアックと果敢に戦っている。
そんな伊都夏市だが、人々は街が破壊される度に復興を繰り返し、街の中央に位置する巨大学園「伊都夏大学園」でも学生達は生徒会長であり、また自衛軍の指揮者でもある沖姫々を中心に活発な生活を送っている。
なお、伊都夏市のモデルは仙台市であり、仙台駅や八木山動物公園などが登場する。
魔女（エトワール）
カルデアに所属する。リネアと呼ばれる魔力を操り、箒にまたがって空を飛び、不可視の脅威であるゾディアックと日々戦っている。しかし、闘いの中その数は減少し、88人いたエトワールももはやスピカ・ガーネット・ミラの三人を残すのみとなった。しかし、人々の命運を手中にしている形のエトワール達に対して、市民の見方は冷たいものもある。魔女になると元々の名前を捨てる。新たな名前は星から取られる。
リネア
このセカイの魔法の力。魔女の箒の先端にある球体、ミュトスによって安定化させ増幅させることができる。
スターリット
カルデアの魔女や構成員が持つ通信機。Es層を越える鍵としても使用できる。
悪魔（ゾディアック）
天蓋の外部から飛来する巨大な脅威である。一種の怪獣であり、一般の人々の目には不可視であり、エトワール達限られたものにしかその姿は見えない。天象儀を目指しつつ、街を破壊し続ける。成体化（イマーゴ）するとさらに強力になる。
伊都夏市(いとげし）
天蓋によって外界から隔絶された地方都市。天象儀のある柳楽山の麓に広がる街である。中心市街地は破壊されるたびに復興しているが、郊外の復興までは手が回らないため、結果として人口が激減しており、瓦礫のまま放置されている地区もある。
天蓋（グレンツェン）
伊都夏市を外界から隔絶する壁。目に見えるわけではなく、通り抜けることも可能であるため物資の輸送などは可能であるが、人間がそこを通り抜けると一切の記憶を失ってしまうといわれている。半径約50キロメートルで、中心にあるのは天象儀である。
天象儀（カール・ツァイス）
柳楽山(モデルは八木山と思われる）の山頂にある天文台。現在はカルデアの本拠地であり、ゾディアック観測の拠点となっている。ここが破壊されるとセカイが滅ぶといわれていて、Es層と呼ばれるリネアのバリアによって守られている。
伊都夏大学園
伊都夏市に元々あった学園がすべてゾディアックによって破壊されてしまったため、すべてを集約して新たに伊都夏市の中心部に設けられた巨大学園。モデルは東北大学川内キャンパス。複数の学園が集まって設立されたため、制服も統一されていない。そのためか出身校ごとの派閥が出来ている。物語の中心となる舞台であり、主人公やヒロイン達もこの学園に通う。
飛呂彦通り
伊都夏市の通りの一つ。名前の元ネタは仙台市出身の漫画家の荒木飛呂彦と思われる。モデルは仙台市の定禅寺通り。
七夕通り
伊都夏市の大通り。冒頭で自衛軍が車列を組んでいた場所。名前の元ネタは仙台市の七夕祭りと思われる。なおCGで確認できる放置されたバス(シーンによっては炎上していることもある）のモデルは仙台市内で運行されている宮城交通の路線バスである。
侘潟キャンパス(わびかた）
伊都夏大学園のキャンパスの一つ。主人公たちが合宿に行った場所。かなり市街から離れた山の中にある。元々は農学部が常駐していたが、現在は常駐している生徒はおらず、保養所として利用されている。温泉が名物。
モデルは東北大学の川渡農場(正式名称は「東北大学付属大学院農学研究科付属複合
生態フィールド研修センター」）。実際はモデルになった仙台市ではなく、近隣の大崎市にある。
森生動物園
伊都夏市にある動物園。名前の元ネタは荒木飛呂彦の漫画ジョジョの奇妙な冒険(ダイヤモンドは砕けない）に登場する架空の地方都市「杜王町」か。モデルは八木山動物園。
森生遊園地
伊都夏市郊外にある遊園地。モデルは八木山ベニーランド。
柳楽橋
カルデア本部のそばに位置する橋。自殺の名所として知られており、悪魔が始めて現れた20年前はアリデッドいわく「谷が真っ赤になってた」。現在は年に一人か二人程度まで減少しているらしい。なおモデルになった八木山橋は実際に仙台随一の自殺スポットとして知られている。
カルデア
天象儀を本拠地とする、対ゾディアックの防衛組織。主人公達の担任でもあるアリデッドが司令を務め、エトワール達を指揮する。元々は伊都夏大学園の天文部である。Es層に守られた本拠地はゾディアックだけでなく部外者の市民の侵入をも拒んでいる。
生徒会
伊都夏大学園を束ねる団体で、自衛軍の指揮者でもある沖姫々が生徒会長を務める。沖のカリスマ性もあり巨大な伊都夏大学園をしっかりとまとめている。主人公のクラスメイトの宮本武もそのメンバーである。カルデアとは対立関係にある。顧問は佐草陽水。旧北高出身者が多い。生徒会室は入口は洋風で重厚な造りだが、室内はなぜか広大な和室になっている。
新聞部
日下部雨火が部長を務める部活動で主人公のクラスメイトの樋ヶ結花も部員である。生徒会と対立しており、正式には新聞部として認められておらず、あくまでも漫画研究部として扱われている。発行している伊都夏校内新聞は伊都夏日報を抜き伊都夏一の購読率だともいわれている。カルデアに対してはセカイに関する重要な事実を隠していると疑い、対立している。花いわく「安い、早い、うまい」がモットーらしい。旧商業高校出身者が多いらしい。部室はかなりボロい。
自衛軍
伊都夏市を防衛する軍隊。現実の自衛隊に当たる。使用している戦車は74式戦車。かなりの軍事力だが悪魔の前では全く歯が立たず、目くらましが精一杯である。また同士討ちを避けるため魔女が戦闘中の間の砲撃は禁じられており、現指揮官の沖は歯がゆく思っている。
空襲（メテオライト）
不定期にゾディアックが空から襲ってくることをいう。ゾディアックの正体も、襲ってくる理由も不明である。カルデアが常にメテオライトを警戒して観測しており、発見次第警報が発令され、エトワールが撃退に向かうこととなる。
鉄槌の日（マレウス）
毎年必ずゾディアックが襲来する10月9日の呼称。この日には必ず成体化（イマーゴ）するゾディアックが発生し、その結果今までは必ずエトワールに犠牲者が出ている。
原器（アルマゲスト）
セカイを支える原理で、魔女のセカイ観がセカイを形作る。また原器の日記とは魔女の認識であり世界の縮図そのもの。最も強固なセカイ観を持つ魔女が原器となり、それを維持するためにはセカイで最も揺るぎない感情である愛が必要となる。
芋煮会
伊都夏市の秋のイベント。河原で芋煮鍋を作り、複数人で食べる行事。コンビニなどで薪を売っている風景を見ると住人は秋の訪れを実感するらしい。肉を豚肉にするか牛肉にするか、だしを味噌と醤油どちらにするかなどで揉めることもある。元ネタは実際に東北地方で行われている芋煮会。
CGS号（コスモギガスターごう）
二郎主導で建造された宇宙船。
女体の神秘のパイオツニア
宮本武が信念としているオッパイ界のパイオニア。

## 主題歌・挿入歌
主題歌「(a)SLOW STAR」
歌：Swinging Popsicle
スピカ テーマ曲「アイノコトバ」
歌：Rio
ミラ テーマ曲「イデアリズム」
歌：Qube
ガーネット テーマ曲「真実の灯」
歌：THE SPIN
エンディング テーマ曲「happy blue sky trip」
歌：いとうかなこ
人生リベンジ テーマ曲「あくびの戦士がふぁー」
歌：大槻ケンヂ
イメージ テーマ曲「Dive!」
歌：いとうかなこ

## スタッフ
- シナリオ：下倉バイオ
- 原画：津路参汰
- 監督：ぺはら工務店
- プロデュース：でじたろう

## 関連作品

### 漫画
コミックメガストア版
『コミックメガストア』2009年1月号に、原画の津路参汰自身による読みきり短編漫画が掲載されている。
スマガAK
『月刊コンプティーク』で連載されていたコミック版。隕石の衝突する現実世界のエピソード。作画は貴島煉瓦、シナリオは下倉バイオ。ちなみにこの作品の主人公の名前は綿矢 真とゲームの現実世界における天文部長と同姓同名。
スマガRE
『チャンピオンRED』で連載されていたコミカライズ版。スマガとスマガスペシャルの要素をミックスしたオリジナルストーリー。作画は廣瀬周、シナリオは下倉バイオ。この作品での主人公の名前はどーてーマン。神様はTVではなく、巨大化した『チャンピオンRED』のコマとして現れ（『チャンピオンRED』自体が作中に登場し、その中のコマから「どーてーマン」らとやりとりする）、「マンガでのめでぃあみっくしゅ」を理由に（マンガのかみしゃまをイメージした）ベレー帽を被り、丸メガネを掛けている。また、過去の周回は全て誌面の一部となる。なお、天国でのシーンは鉛筆書きになっている。

### 小説
スマガTG
テックジャイアンに連載された外伝小説。著者は大樹連司。『スマガ&スマガスペシャル Perfect Graphics』に収録。
ガガガ文庫『スマガ』
小学館発行ノベライズ版。全3巻。著者は大樹連司。イラストは津路参汰。
走れ、沖!
公式サイトスマガWEBに掲載されたショートストーリー。著者は大樹連司。
なごみ文庫『ニトロプラス劇場　SMG-凄く真面目な外伝-』
著者は野山風一郎。イラストはSayori。
ハーヴェストノベルズ『ニトロプラス劇場 スマガ-AdultChannel-』
著者は佐々宮ちるだ。

## スマガスペシャル
2009年6月26日発売の｢人生リベりべアドベンチャー｣（人生リベンジをリベンジ!?）と銘打たれたスマガ外伝。キャッチコピーは「ハッピーエンド、ホントにいらない？」。本編の後の話にあたり、新たな魔女であるカペラとデネブの2人を中心に新たなセカイの謎に臨む。主人公は人生リベンジ能力は持っているものの、本編と異なりドロップスと呼ばれるものを探し集めることによりストーリーが進行していく。

### 登場キャラクター
デネブ
声：かわしまりの
スマガスペシャルでの新ヒロイン。身長164cm。体重50kg。スリーサイズはB：84・W：59・H：85。
前作本編以前に死んでしまったはずの84人目の魔女。カペラ以外の人間を嫌う。
カペラ
声：成瀬未亜
スマガスペシャルでの新ヒロイン。身長142cm。体重40kg。スリーサイズはB：76・W：55・H：76。
前作本編以前に死んでしまったはずの85人目の魔女。天然でマイペース、デネブに友情以上の感情を抱いている。
過去の登場キャラクター
沖央軌（おき おうき）
声：井伊由田那
自衛軍指令で沖姫々の父。前作本編以前に沖姫々を庇い死亡している。
吐有馬（はばき ゆうま）
声：銀巽
ガーネットの兄。前作本編以前に悪魔に取り込まれて死亡している。
その他
ミラ（メカ）
本編の分岐した世界で作り出されたもう一人のミラ。オリジナルとは別の人生を歩むことになる。
襟在三郎
二郎の台詞中で語られる、外の世界にいる（とされる）一郎と二郎の三つ子の兄弟。実在しているかは不明。

### 世界観
ドロップス
スマガスペシャルのセカイに存在する、失われた過去の記憶。日記の形となって現れるが他のものには見えない。
五大合体オヅボット
対悪魔用汎用人型兵器。右手は新聞部部室、左手は沖邸、右足が葛西野邸とリムジン、左足が伊都東駅と新幹線、胴体がCGS号、頭部は殺戮院塵禍（さつりくいん おうか）。

### 主題歌・挿入歌
主題歌「Perfect Loop」
演奏・編曲：Swinging Popsicle、作詞：藤島美音子、作曲：平田博信
挿入歌「GO!俺ら」
歌・作詞：大槻ケンヂ、作曲編曲：NARASAKI
挿入歌「立ち上がれ!宮本武!」
歌：白石稔、作詞：ぺはら造園、作曲編曲：平田博信

## 関連イベント

### STAR★MINE★GIG -REAL-
2008年10月13日に東京都渋谷区の表参道FABにて開催されたスマガ発売記念ライブイベント。
スマガの主題歌・挿入歌を担当したアーティスト達によるライブのほか、WEBラジオ『SMGTV -白石稔の元気になるテレビ-』の人気コーナー『スマ天』の特別出張版コーナーもあった。司会はスマガ応援団長の白石稔とニトロ最狂広報のジョイまっくす。
出演者
- Swinging Popsicle
- Qube
- THE SPIN
- いとうかなこ
- 白石稔（司会）
- ジョイまっくす（司会）
- ニトロくん
- 伊福部崇
- 大槻ケンヂ
- （ビデオレターによる出演）Rio

### ガールズ・ロック・ナイト！08
2008年11月1日に原宿アストロホールで開催された、音楽レーベルGEORIDEとスマガのコラボレーションライブイベント。
「ガールズ」となっているが、男性ゲストも出演した。
出演者
- Swinging Popsicle
- 滝沢乃南
- Rio
- いとうかなこ（ゲスト）
- ワタナベカズヒロ（ゲスト）
- DJ SADOI（ゲスト）